# Ангилья
Анги́лья (англ. Anguilla, произносится [æŋˈɡwɪlə]) — самоуправляемая заморская территория Великобритании. 
Площадь — 91 км². Население — 18 090 жителей (2020), языки — английский, креольский.
Столица — Валли, территория — песчаные пляжи из белого кораллового песка.
Ранее на русский язык название острова транскрибировалось как Ангилла и Ангуилла.

## География

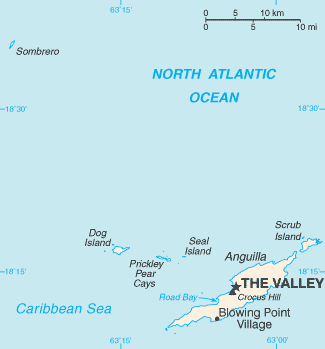
Карта островов Ангилья, Скраб, Дог, Сомбреро и других.

Самый большой и главный остров — Ангилья, площадь которого 91 км². Второй по размеру — остров Скраб (7,8 км²) находится с северо-востока Ангильи на несколько сот метров. Третий по величине — остров Дог-Айленд (2,2 км²) и расположен он на расстоянии 13 км северо-западе от главного острова. Самым отдалённым является остров Сомбреро (0,4 км²). Расстояние от главного острова 55 км на северо-запад. Кроме этих маленьких островов в состав территории входят ещё около 15 крошечных островков. Общая площадь территории — 102 км².
В нескольких километрах к югу от главного острова находится остров Сен-Мартен, разделенный между Францией и Нидерландами.

## Природа
Ангилья — коралловый остров с преимущественно плоским рельефом и бедными почвами. Преобладающая растительность острова — кустарник. Наивысшая точка острова — утёс Крокус Хилл («шафрановый холм»), расположенный на северном побережье, высотой 65 м. Остров имеет множество лагун с песчаными пляжами. Близ побережья острова расположено много мелких рифов и островков, как правило необитаемых.
Среднегодовая температура +27 °С. Наиболее низкая температура — в декабре — феврале. Среднегодовое количество осадков 889 мм. С июля по октябрь возможны ураганы.

## История
До открытия Америки европейцами остров был заселён араваками, занимавшимися рыболовством и выращиванием хлопка и корнеплодов. После прихода испанцев многие из араваков были захвачены ими в плен, истреблены или вытеснены воинственным племенем карибов. Испанцы, обладающие крупными и богатыми колониями на материке, практически не интересовались Ангильей и другими малыми островами.
С 1650 года остров стал британской колонией. Сперва британские фермеры выращивали тут хлопок и табак, однако эти культуры приносили мало дохода. В начале XVIII века на острове стали выращивать сахарный тростник, для выращивания и обработки которого стали завозить африканских рабов. С этого момента население острова становится преимущественно африканским, потомки африканцев в настоящее время составляют подавляющее большинство населения. Однако из-за засушливости и бедных почв выращивание тростника плохо развивалось на острове.
В течение XVIII века во время Войны за австрийское наследство и Французской революции происходили стычки между англичанами и французами в районе Карибских островов. В 1744 году 300 ангильцев, объединившись с двумя уроженцами Сент-Китса, захватили французскую часть соседнего острова Синт-Мартен. Через год французы пытались захватить Ангилью, повторную попытку они повторили в 1796 году, но в обоих случаях были отбиты.
К началу XIX века производство сахара из тростника становится нерентабельным. В 1834 году рабы в Британской империи были освобождены. Жители острова занялись мелким фермерством и рыболовством. Остров теряет своё значение из-за прекращения выращивания там сахарного тростника.

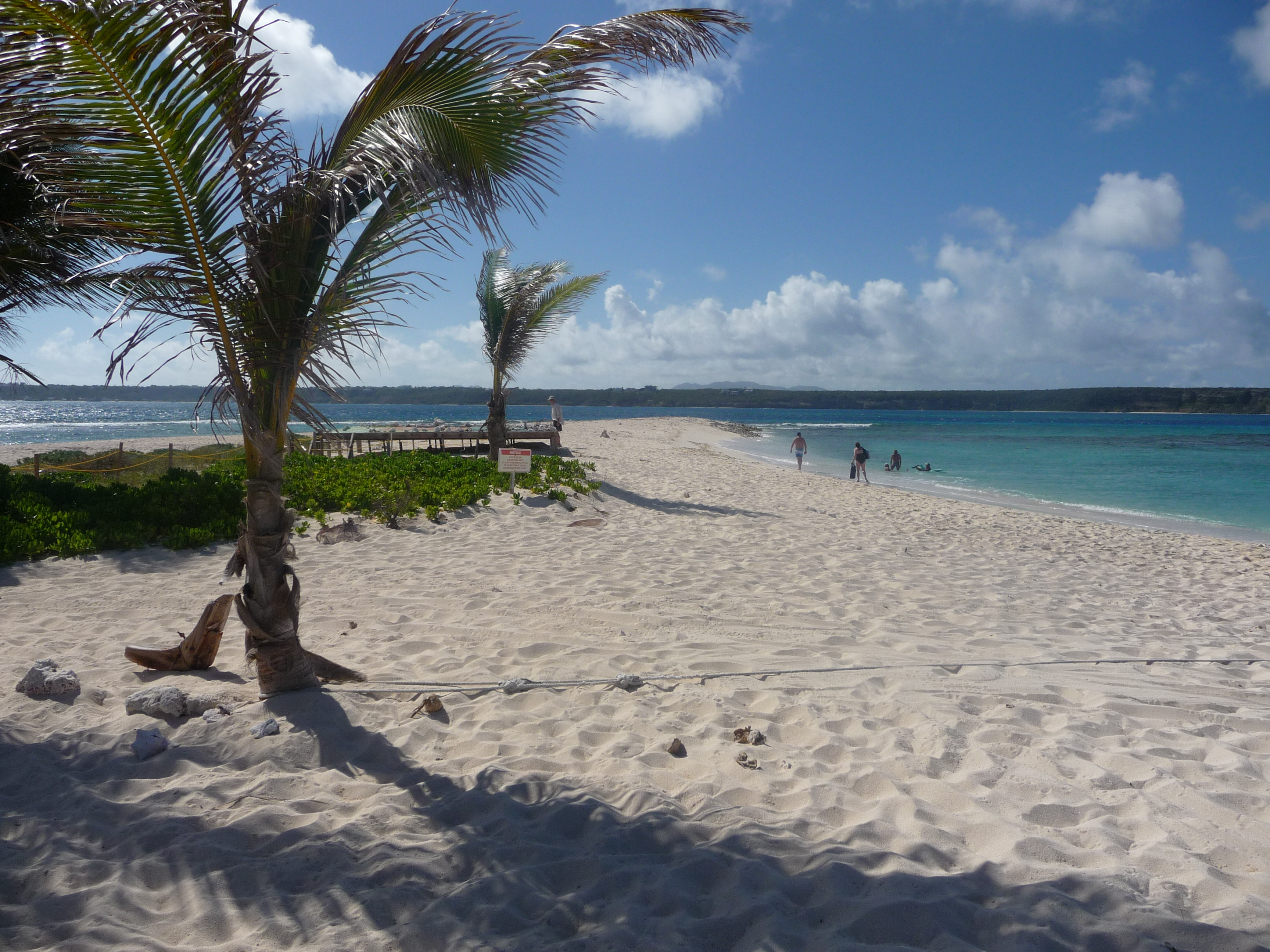
Пляж на Ангилье

С XVII века и до 1960 года остров управлялся с Сент-Китса. Острова Сент-Китс, Невис, Ангилья входили в более крупную колонию «Подветренные острова» (англ. Leeward Islands), что в английском означает несколько другую группу островов, чем Подветренные острова во французском, немецком, испанском, голландском, русском языках.
В 1967 году острова Сент-Китс, Невис и Ангилья объединились в Федерацию и получили статус ассоциированного с Великобританией государства с внутренним самоуправлением. Вопросы внешней политики и обороны оставались в компетенции Великобритании.
30 мая 1967 года ангилийцы напали на полицейский участок и выгнали 13 полицейских с Сент-Китса, расквартированных в Ангилье. День 30 мая отмечается на острове как «День Ангильи». Затем, 10 июня 1967 года, по решению временного миротворческого комитета, принявшего власть на острове, силы Ангильи в количестве 19 человек вторглись на Сент-Китс и атаковали полицейский участок и лагерь сил обороны. Пятеро из ангильских интервентов попало в плен.
6 февраля 1969 года была провозглашена независимая Республика Ангилья, после того, как на референдуме за это высказались 1739 жителей и лишь 4 проголосовали против. Существовали предположения, что независимостью Ангильи хотят воспользоваться дельцы от игорного бизнеса и судовладельцы, создав там зону для игорного бизнеса и используя дешёвый ангильский флаг.
19 марта того же года на остров высадились британские десантники и 40 полицейских из Лондона для восстановления порядка, они не встретили сопротивления. Войска были скоро выведены, Ангилья получила внутреннее самоуправление, оставаясь, однако, формально в федерации с Сент-Китсом и Невисом.
В 1980 году Ангилья вышла из состава федерации трёх островов, и с 1982 года имеет своё правительство, губернатора и парламент. 19 сентября 1983 года на островах Сент-Китс и Невис образовалось независимое государство Федерация Сент-Китс и Невис, в то время как Ангилья осталась полузависимым государством, заморским владением Великобритании.

## Административное деление
Территория делится на 14 районов:
| №  | Район         | Район (Анг.)   | Население, чел. (2011) |
| -- | ------------- | -------------- | ---------------------- |
| 1  | Блоуинг-Пойнт | Blowing Point  | 825                    |
| 2  | Ист-Энд       | East End       | 661                    |
| 3  | Джордж-Хилл   | George Hill    | 1124                   |
| 4  | Айленд-Харбор | Island Harbour | 963                    |
| 5  | Норт-Хилл     | North Hill     | 444                    |
| 6  | Норт-Сайд     | North Side     | 1514                   |
| 7  | Санди-Граунд  | Sandy Ground   | 252                    |
| 8  | Санди-Хилл    | Sandy Hill     | 633                    |
| 9  | Саут-Хилл     | South Hill     | 1689                   |
| 10 | Стони-Граунд  | Stoney Ground  | 1577                   |
| 11 | Те-Фаррингтон | The Farrington | 629                    |
| 12 | Те-Куортер    | The Quarter    | 1079                   |
| 13 | Валли         | The Valley     | 1298                   |
| 14 | Уэст-Энд      | West End       | 884                    |
|    | Всего         |                | 13 572                 |

## Население
Численность населения — 13 572 человека (перепись 11 мая 2011 года);
Годовой прирост — 2,2 %;
Рождаемость — 12,9 на 1000 (фертильность — 1,75 рождений на женщину);
Смертность — 4,4 на 1000;
Миграция — 13,6 на 1000 (4-е место в мире по уровню);
Средняя продолжительность жизни — 80,8 лет (15-е место в мире);
Этно-расовый состав: негры 90,1 %, мулаты 4,6 %, белые 3,7 %, другие 1,5 % (по переписи 2001 года);
Религии: англикане — 29 %, методисты — 23,9 %, пятидесятники — 7,7 %, адвентисты седьмого дня — 7,6 %, Церковь Западной Индии — 7,6 %, баптисты — 7,3 % католики — 5,7 %, Свидетели Иеговы — 0,7 % (1,85 % в 2011 году), другие религии (растаманы, индуисты, плимутские братья) — 6 %, атеисты — 4 % (по переписи 2001 года).

## Политическое устройство
Заморская территория Британии. Верховная власть представлена губернатором.
Глава исполнительной власти — главный министр Исполнительного совета (правительства территории), назначаемый губернатором из числа избранных всенародным голосованием членов парламента территории. Орган состоит из 11 членов (7 — избираются, 2 — входят по должности, 2 — назначаются губернатором).

### Политические партии
По результатам выборов 22 апреля 2015 года:
- Объединённый фронт Ангильи (6 депутатов);
- Независимый (1 депутат).

## Экономика

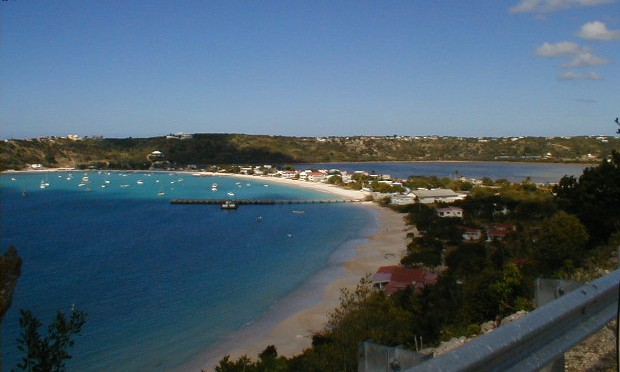
Деревня Санди Граунд

Ангилья бедна природными ресурсами, и её экономика базируется на туризме, а также на офшорном бизнесе и добыче омаров. Сельское хозяйство развито слабо — в небольших количествах выращиваются сахарный тростник, табак и овощи, разводится скот. Ангилья в небольших количествах экспортирует омаров, соль, ром. Импорт в 11 раз превышает по стоимости экспорт. Ввозятся топливо, продукты питания, промышленная продукция, текстиль.

## Транспорт
Протяжённость дорог — 150 км, из них 65 — с твёрдым покрытием. Имеются 2 небольшие гавани Роуд-Ябей и Боулинг-Пойнт и аэропорт Уоллблейк. Аэропорт не может принимать большие самолёты. Сообщение с Европой и Северной Америкой осуществляется через соседний остров Сен-Мартен. В Ангилье нет общественного транспорта, кроме такси. Движение левостороннее. Имеется паромное сообщение с островом Сен-Мартен.